# Homolophus chitralense
Homolophus chitralense is een hooiwagen uit de familie echte hooiwagens (Phalangiidae).